# Romio Goliath
Romio Ricardo Goliath (13 settembre 1999) è un lottatore namibiano, specializzato nella lotta greco-romana.

## Palmarès
| Anno | Manifestazione             | Sede          | Evento | Risultato | Note |
| ---- | -------------------------- | ------------- | ------ | --------- | ---- |
| 2018 | Campionati africani junior | Port Harcourt | 55 kg  | Argento   |      |
| 2019 | Campionati africani        | Hammamet      | 55 kg  | Bronzo    |      |
| 2019 | Campionati africani junior | Hammamet      | 55 kg  | Bronzo    |      |
| 2019 | Giochi panafricani         | El Jadida     | 60 kg  | 6º        |      |
| 2020 | Campionati africani        | Algeri        | 55 kg  | Argento   |      |